# Francisco Albino
Francisco Alves Albino, plus communément appelé Albino, est un footballeur portugais né le 2 novembre 1912 à Tortosendo (pt) et mort le 25 février 1993 à Lisbonne. Il était milieu de terrain.

## Biographie
Francisco Albino reçoit 10 sélections en équipe du Portugal : neuf rencontres amicales et une rencontre dans le cadre des éliminatoires de la Coupe du monde 1938.
En club, il passe l'intégralité de sa carrière au Benfica Lisbonne, avec un total de 462 matchs joués pour le club lisboète. Avec cette équipe il remporte 6 titres de champion du Portugal et trois Coupes du Portugal.

## Carrière
- 1932-1945 :  Benfica Lisbonne

## Palmarès
Avec le Benfica Lisbonne :
- Champion du Portugal en 1936, 1937, 1938, 1942, 1943 et 1945
- Vainqueur de la Coupe du Portugal en 1940, 1943 et 1944